# Пархоменко Світлана Германівна
Світлана Германівна Пархоменко, до шлюбу Чернева (нар. 8 жовтня 1962) — радянська і російська тенісистка і тенісна тренерка, заслужений майстер спорту СРСР (1991).
- Чемпіонка СРСР в одиночному розряді (1985), дев'ятикратна чемпіонка СРСР в жіночому і змішаному парному розряді
- Переможниця восьми турнірів Virginia Slims / WTA в жіночому парному розряді
- Чемпіонка Європи серед любителів в жіночому і змішаному парному розряді (1983), чотириразова чемпіонка Європи серед дівчат в одиночному і парному розряді

## Спортивна кар'єра
Чернева грала в теніс з 8 років, першою її тренеркою стала Ніна Теплякова, багаторазова чемпіонка СРСР. У 1978 році Світлана стала чемпіонкою Європи серед дівчат в одиночному і парному розряді, повторивши успіх в парах і в наступні два роки. У 1978 році вона також стала абсолютною чемпіонкою СРСР серед дівчат, а в 1980 році - чемпіонкою в одиночному і жіночому парному розрядах. У 1980 році в складі молодіжної збірної СРСР Чернева дійшла до фіналу командного Кубка принцеси Софії. Тренер - В. Ф. Васильєв  .
З 1981 року Світлана, спочатку виступала як Чернева, а з 1984 року під шлюбним прізвищем Пархоменко, - сім разів поспіль ставала чемпіонкою СРСР в жіночому парному розряді, а в 1987 році завоювала це звання двічі - на літньому і зимовому чемпіонатах СРСР. У 1983 році вона також виграла чемпіонат СРСР в міксті з Костянтином Пугаєвим і дійшла до фіналу в жіночому одиночному розряді, поступившись там Олені Єлисєєнко . У 1985 році вона завоювала титул чемпіонки СРСР в одиночному розряді, перемігши у фіналі Юлію Сальнікову .
Починаючи з 1981 року Чернева регулярно виступала за збірну СРСР в Кубку Федерації. З 1983 року зазвичай грала в парі з Ларисою Савченко. Разом вони здобували перемоги над сильними суперницями з Болгарії, Канади, Нідерландів і Франції. Між 1981 і 1988 роками Світлана провела за збірну 28 ігор, здобувши в парному розряді 18 перемог при всього п'яти поразках (в одиночному розряді вона перемогла в двох іграх і поступилася в трьох).
З 1983 року виступала в індивідуальних професійних турнірах, завоювавши в наступному сезоні свої перші титули на турнірах ITF у Сан-Антоніо і Делрей-Біч. Влітку того ж року вони з Савченко дійшли до чвертьфіналу на Вімблдонському турнірі, перемігши в першому ж колі посіяних третіми Вірджинію Рузич і Кеті Хорват, а в третьому колі Кріс Еверт і Катрін Танві. За наступні три роки вони спочатку вийшли в фінал двох поспіль великих турнірів - в Маямі та Гілтон-Хед-Айленд, - а потім виграли сім турнірів професійного туру Virginia Slims, в тому числі чотири за 1987 рік (включаючи престижний турнір в Бока-Ратоні, де вони перемогли послідовно три пари, посіяні вище них). У 1985 році вони повторили свій Вімблдонський успіх, знову дійшовши до чвертьфіналу, а в 1986 році добилися цього ж результату в Відкритому чемпіонаті Франції. У 1987 році Пархоменко та Савченко стали півфіналістками на Вімблдоні після перемоги над першою парою світу, недавніми володарками Великого шолома Мартіною Навратіловою і Пем Шрайвер. У 1986 і 1987 роках Пархоменко та Савченко три рази поспіль (двічі - в 1986 році) брали участь в підсумковому чемпіонаті туру Virginia Slims, один раз дійшовши в ньому до півфіналу. У підсумку до початок 1988 року Пархоменко займала в рейтингу Жіночої тенісної асоціації серед тенісисток, які виступають у парному розряді, восьме місце.
У 1988 році, коли Лариса Савченко стала партнеркою Наталі Звєрєвої, Пархоменко виступала з іншими радянськими тенісистками. В основному з нею грала Лейла Месхі, хоча єдиний титул за сезон Пархоменко завоювала з Наталією Биковою. З Месхі вона двічі побувала в фіналі - в Сінгапурі та Бірмінгемі, де їх зупинили Звєрєва і Савченко. В одиночному розряді вона досягла в цьому році 72-го місця в рейтингу після виходу в півфінал на турнірі в Вічіта (США). За підсумками сезону вона отримала приз Карен Кранчке «За спортивний дух» .
Повністю пропустивши сезон 1989 року, Пархоменко повернулася на корт в кінці 1990 року. На наступний рік вона пробилася в останній за кар'єру фінал чемпіонату СРСР в парному розряді, де її партнеркою була Наталія Бикова (Єгорова). В цьому році Пархоменко стала однією з останніх власниць звання заслуженого майстра спорту СРСР, разом з Єлисєєнко, Звєрєвою та Валерією Кузьменко-Титовою.
З 1992 року Пархоменко відновила регулярні виступи в турнірах ITF, як в одиночному розряді, так і в парі - спочатку з Амандою Еванс, а потім з Єгоровою. У 1992 році вона після кількох років перерви увійшла в десятку найсильніших тенісисток СНД, а потім два роки входила в першу десятку в Росії. У 1993 році вона провела три зустрічі за збірну Росії в Кубку Федерації, здобувши перемоги в парних зустрічах з суперницями з України та з Литви. Вона завершила ігрову кар'єру в 1995 році і з цього ж року, маючи диплом випускниці ДЦОЛІФК, почала працювати тренеркою в клубі ЦСКА .

## Участь у фіналах турнірів Virginia Slims за кар'єру

### Парний розряд

#### Перемоги (8)
| №  | Дата             | Турнір                                | Покриття | Партнер         | Суперниці в фіналі              | Рахунок в фіналі |
| -- | ---------------- | ------------------------------------- | -------- | --------------- | ------------------------------- | ---------------- |
| 1. | 1 квітня 1985    | Сибрук-Айленд, Південна Кароліна, США | Ґрунт    | Лариса Савченко | Еліс Бьорджін Лорі Макніл       | 6-1, 6-3         |
| 2. | 9 вересня 1985   | Солт-Лейк-Сіті, США                   | Хард     | Лариса Савченко | Беверлі Молд Розалін Фербенк    | 7-5, 6-2         |
| 3. | 3 листопада 1986 | Літл-Рок, Арканзас, США               | Килим    | Лариса Савченко | Іва Бударова Бет Херр           | 6-2, 1-6, 6-1    |
| 4. | 26 січня 1987    | Вічита, Канзас, США                   | Килим    | Лариса Савченко | Барбара Поттер Венді Вайт       | 6-2, 6-4         |
| 5. | 9 лютого 1987    | Оклахома-Сіті, США                    | Хард     | Лариса Савченко | Лорі Макніл Кім Сендс           | 6-4, 6-4         |
| 6. | 16 лютого 1987   | Бока-Ратон, Флорида, США              | Хард     | Лариса Савченко | Пем Шрайвер Кріс Еверт          | 6-0, 3-6, 6-2    |
| 7. | 15 червня 1987   | Істборн, Велика Британія              | Трава    | Лариса Савченко | Елізабет Смайлі Розалін Фербенк | 7-65, 4-6, 7-5   |
| 8. | 29 лютого 1988   | Вічіто (2)                            | Хард (i) | Наталія Бикова  | Яна Новотна Катрін Сюір         | 6-3, 6-4         |

#### Поразки (6)
| №  | Дата            | Турнір                                    | Покриття | Партнер         | Суперниці в фіналі                  | Рахунок в фіналі |
| -- | --------------- | ----------------------------------------- | -------- | --------------- | ----------------------------------- | ---------------- |
| 1. | 21 січня 1985   | Маямі, США                                | Хард     | Лариса Савченко | Кеті Джордан Елізабет Смайлі        | 4-6, 6-72        |
| 2. | 8 квітня 1985   | Хілтон-Хед-Айленд, Південна Кароліна, США | Ґрунт    | Лариса Савченко | Розалін Фербенк Пем Шрайвер         | 4-6, 1-6         |
| 3. | 22 вересня 1986 | Талса, Оклахома, США                      | Хард     | Лариса Савченко | Камілла Бенджамін Дінкі ван Ренбург | 6-74, 5-7        |
| 4. | 29 вересня 1986 | Новий Орлеан, США                         | Килим    | Лариса Савченко | Кенді Рейнольдс Енн Сміт            | 3-6, 6-3, 3-6    |
| 5. | 18 квітня 1988  | Сінгапур                                  | Хард     | Лейла Месхі     | Наталья Бикова Наталія Медведєва    | 6-74, 3-6        |
| 6. | 6 червня 1988   | Бірмінгем, Велика Британія                | Трава    | Лейла Месхі     | Наташа Звєрєва Лариса Савченко      | 4-6, 1-6         |